# ベンナラス
ベンナラス（アラビア語: بن عروس）はチュニジアの都市である。ベンナラス県の県都である。

## 交通

### 鉄道
チュニスメトロ1号線

## 姉妹都市
- サン＝テティエンヌ（ フランス）